# تايرون هيل
تايرون هيل (بالإنجليزية: Tyrone Hill)‏ مواليد 19 مارس 1968 في سينسيناتي، هو مدرب كرة سلة أمريكي ولاعب سابق. بدأ مسيرته الاحترافية في سنة 1990. تم اختياره من قبل فريق غولدن ستايت ووريورز خلال الدرافت. يبلغ طوله 6 قدم 9 بوصة (2.1 م). اعتزل اللعب في 2003. أحرز خلال مسيرته في الإن بي إيه 7532 نقطة بمعدل 9.4 نقاط في المباراة الواحدة.

## المسيرة الاحترافية
لعب مع غولدن ستايت ووريورز من سنة 1990 إلى 1993، ثم لعب مع كليفلاند كافالييرز من سنة 1993 إلى 1997، ثم لعب مع ميلووكي باكز من سنة 1997 إلى 1999، ثم لعب مع فيلادلفيا سفنتي سيكسرز من سنة 1998 إلى 2001، ثم لعب مع كليفلاند كافالييرز من سنة 2001 إلى 2003، ثم لعب مع فيلادلفيا سفنتي سيكسرز في سنة 2003، ثم لعب مع ميامي هيت في سنة 2003.

## روابط خارجية
- تايرون هيل على موقع إن بي أي (الإنجليزية)
- تايرون هيل على موقع سبورتس رفرنس (الإنجليزية)
- تايرون هيل على موقع كرة السلة الأوروبية.كوم (الإنجليزية)
- تايرون هيل على موقع كلية كرة السلة في سبورتس رفرنس.كوم (الإنجليزية)
- تايرون هيل على موقع ريلجم (الإنجليزية)
- تايرون هيل على موقع بروبوليرز (الإنجليزية)
- تايرون هيل على موقع سبورتس رفرنس (الإنجليزية)